# Pałac w Chełmie
Pałac w Chełmie (niem. Schloss Hulm) – zabytkowy pałac w Chełmie – wsi w Polsce, w województwie dolnośląskim, w powiecie średzkim, w gminie Malczyce.

## Opis
Piętrowy pałac, pierwotnie wzniesiony jako dwór w 1591, wybudowany na planie prostokąta, kryty  dachem naczółkowym. Nad wejściem kartusze z dwoma herbami:  czteropolowym i von Zedlitz, rokiem 1594 i inskrypcjami mówiącymi o budowniczym Hansie V von Rothkirch (zm. 1615) w j. niem. :

All die hier wohnen, gehen, aus oder ein woll Got mit Fried und Heil bei ihn sein Hans V Rotkirch 1594.

Hab ich Hans V Rotkirch und Sebnitz auf hulro: ked... maie: proeisione ridis.

Haus erbaute Got zu lob und meinen erben zum besten.

Od frontu ośmioboczna wieża centralnie wpisana prawie w zarys budynku lekko wystająca z boku dachu i ryzalitem zwieńczonym frontonem  w kształcie zbliżonym do brisè, kryta dachem hełmowym z podwyższoną kopułą nad latarnią. Od zaplecza dobudowana trójkondygnacyjna klatka schodowa zwieńczona  dachem wieżowym oraz po prawej stronie piętrowa prostokątna dobudówka z podłużnymi łukowymi oknami z balkonem zamkniętym pełną  balustradą. Obiekt jest częścią zespołu pałacowego, w skład którego wchodzą jeszcze: park, oficyna z XIX/XX w., obora z XIX/XX w.

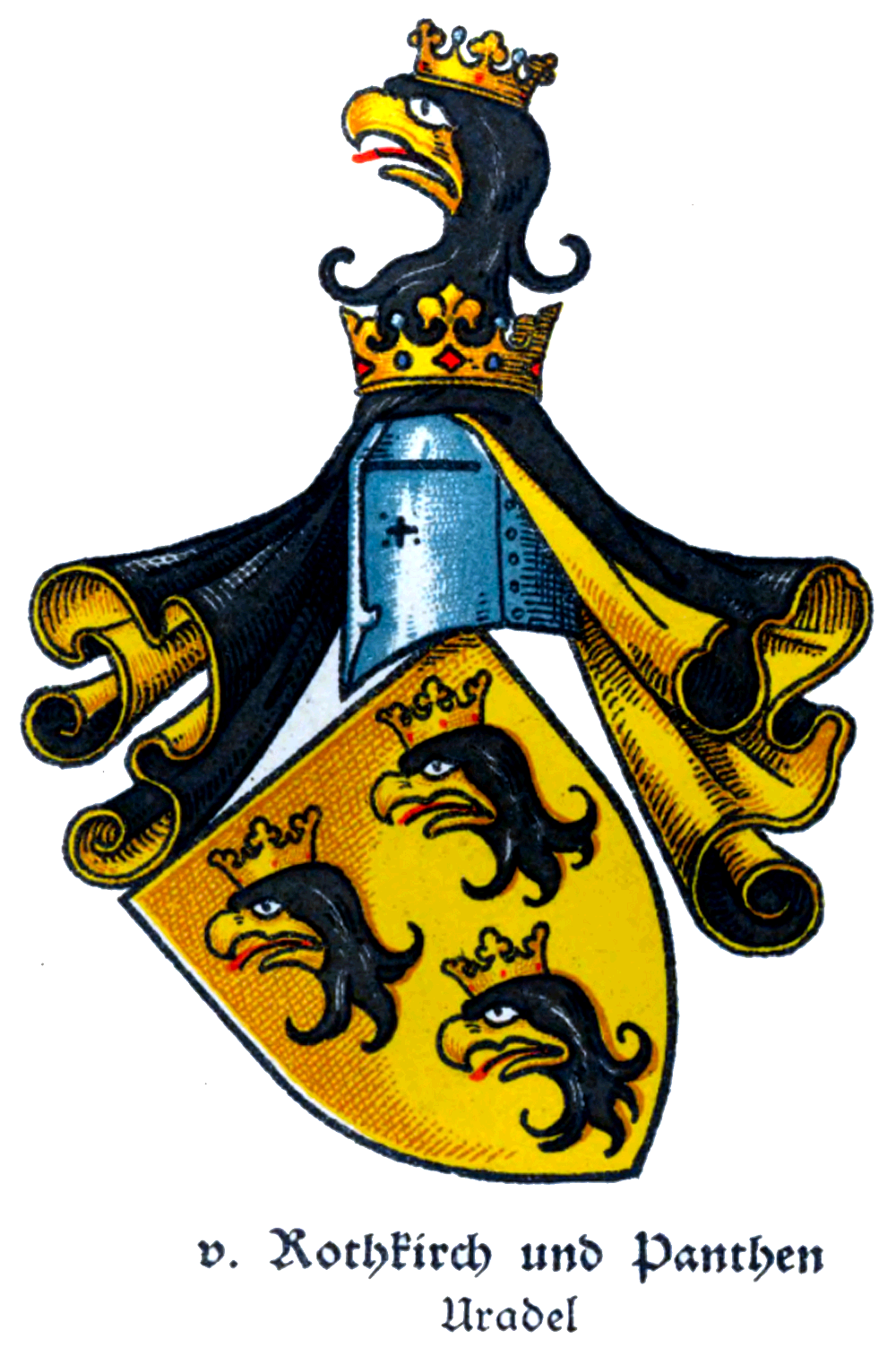
Herb Rothkirch
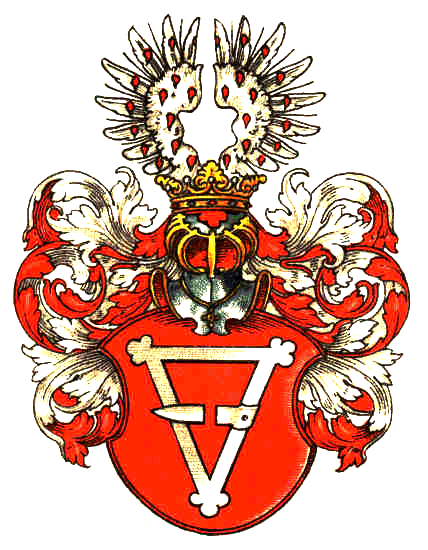
Herb von Zedlitz